# Eva Liebenberg
Eva Liebenberg, właśc. Gertrud Lina Hedwig Liebenberg (ur. 15 lutego 1890 w Szczecinie, zm. 18 listopada 1971 w Hilversum) – niemiecka śpiewaczka operowa (kontralt).

## Życiorys
Naukę śpiewu rozpoczęła u Hugo Rascha w Berlinie, w 1918 wystąpiła w filmie Tausend und eine Frau (Tysiąc i jedna kobieta) u boku Ivy Raffay, gdzie grała piosenkarkę Ritę Marloff. Zadebiutowała w berlińskim Thalia Theater, gdzie w sezonie 1920/1921 otrzymała angaż. Od 1921 do 1923 występowała w Coburg Theater, a następnie występowała gościnnie na wielu scenach niemieckich miast. W 1925 uczestniczyła w realizacji filmu propagandowego Wege zu Kraft und Schönheit w realizacji Wilhelma Pragera i Nicholasa Kaufmanna, gdzie spotkała się na planie z Leni Riefenstahl. W 1927 i 1928 występowała na Festiwalu w Bayreuth. W 1934 śpiewała w drezdeńskiej Semperoper, dwa lata później w Królewcu, równocześnie od 1934 do 1938 była stałym gościem na scenach Berlina. Eva Liebenberg była Żydówką, obawiając się represji w 1933 przeprowadziła się do Holandii. Przeżyła prześladowania i eksterminację ludności żydowskiej, ale do śmierci pozostała w Holandii. Mieszkała w Hilversum, gdzie prowadziła lekcje śpiewu, do jej uczniów należeli Eva Borneman i Étienne Bettens.